# Храм Преподобного Александра, Игумена Куштского
Храм Преподобного Александра, Игумена Куштского — действующий православный храм Ташкентской и Узбекистанской епархии Среднеазиатского митрополичьего округа Русской православной церкви, расположенный в Чиназе, Узбекистан.

## История
История храма начинается с 1868 года, когда в Чиназе была поставлена первая временная церковь, освящённая именем святого благоверного князя Александра Невского. С 1869 по 1871 годы располагалась в шатре «из кокандской маты» (материал для набивных тканей, употребляемых в Коканде в качестве подкладок в верхней одежде), затем община переоборудовала под церковь глинобитный жилой дом, который в 1883 году пришёл в негодность и церковное имущество было передано в джизакский приход, для посещения богослужений верующие были вынуждены ездить туда или в Ташкент.
В 1890 году ташкентский купец 2-й гильдии Степанов А. В. выделил чиназской общине средства для постройки храма, в память о спасении императора Александра III и членов его семьи во время крушения поезда. Новое здание из жжёного кирпича было построено в течение трёх лет по проекту архитектора Алексея Бенуа, по эскизам которого были построены многие другие храмы в Туркестане. Новый храм во имя преподобного Александра, игумена Куштского был освящён епископом Ташкентским и Туркестанским Григорием.
После Октябрьской революции в Чиназе начались налёты басмачей, от которых местные жители укрывались в здании храма. В 1934 году постановлением советской власти приход был закрыт, а само здание передано под нужды новой власти. В результате был снесён шатёр с куполом и крестом, звонницу с тремя колоколами в притворе и верхнюю часть стен. В 60-х годах со стен были сбиты барельефные кресты. В разные годы здание храма использовалось как школа, клуб, кинотеатр, дискотека.
После распада СССР члены общин Дустабада, Жамбула, Чиназа и Янгиюля предпринимали попытки восстановления храмов. В Чиназском районе восстановление православных традиций началось в 1997 году, жители обращались к архиепископу Ташкентскому и Среднеазиатскому Владимиру с просьбой об открытии прихода. И 8 июля 2007 года по благословению уже митрополита Владимира  на учредительном собрании прихода был назначен новый настоятель — иеромонах Нектарий (Блинов) и начаты работы по восстановлению и сбору документов по регистрации храма. 
С 2008 года настоятелем был Марк Мазитов, который позже был переведён в Ургенч. Тогда же была отслужена Божественная Литургия, которая не проводилась в Чиназе более 75 лет. С 2012 года настоятелем стал Александр Коханский.

## Фото

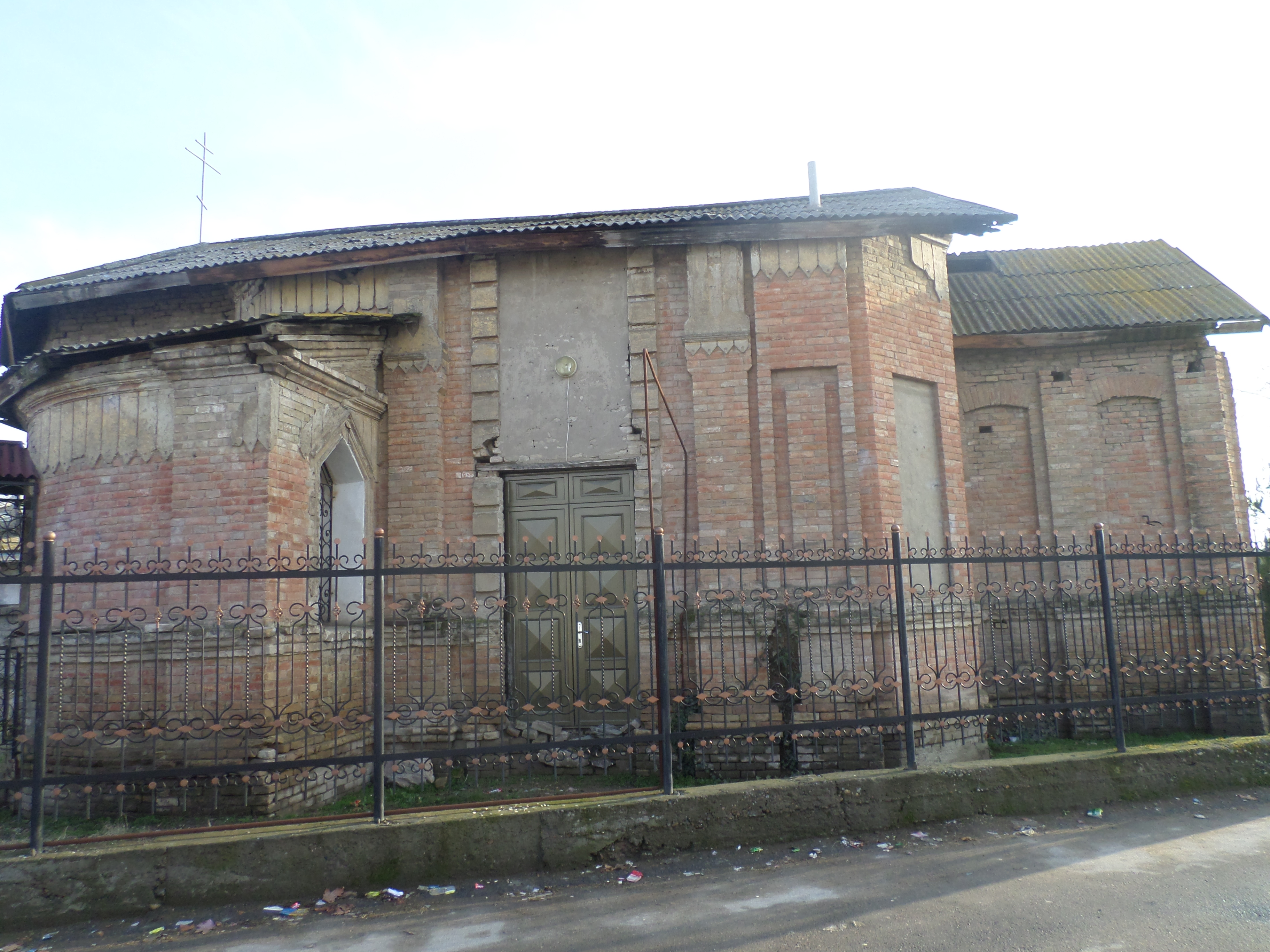
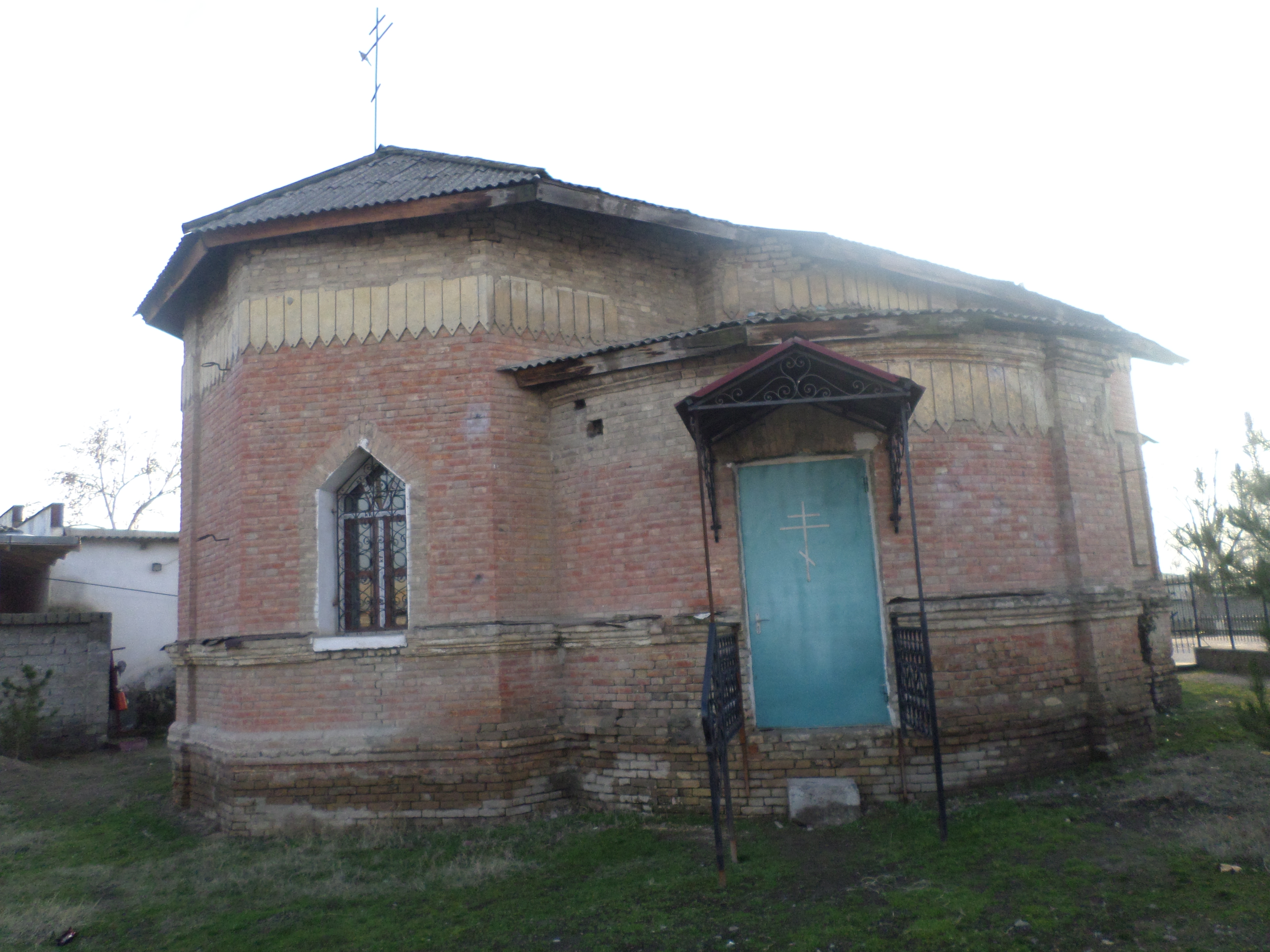
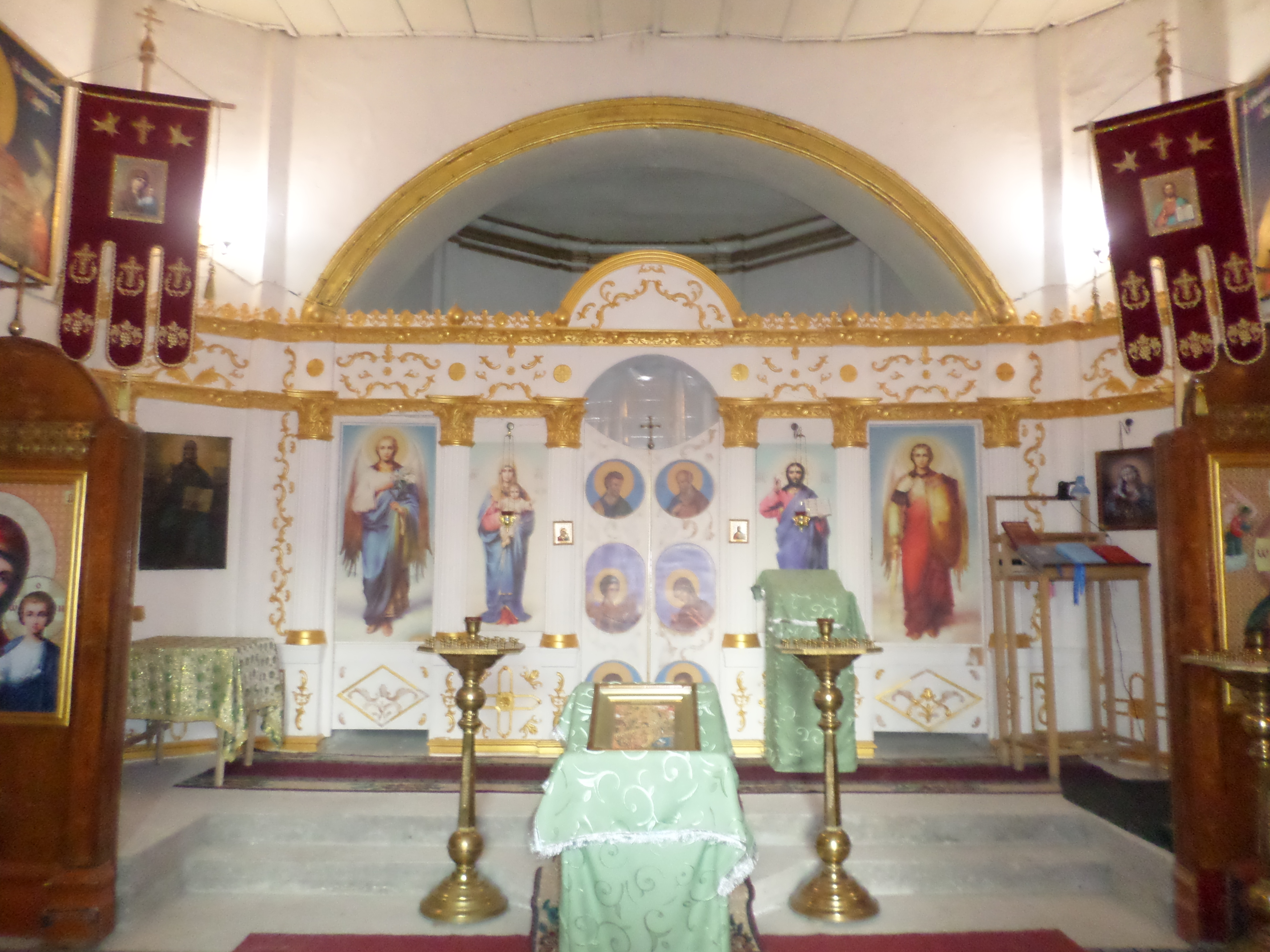
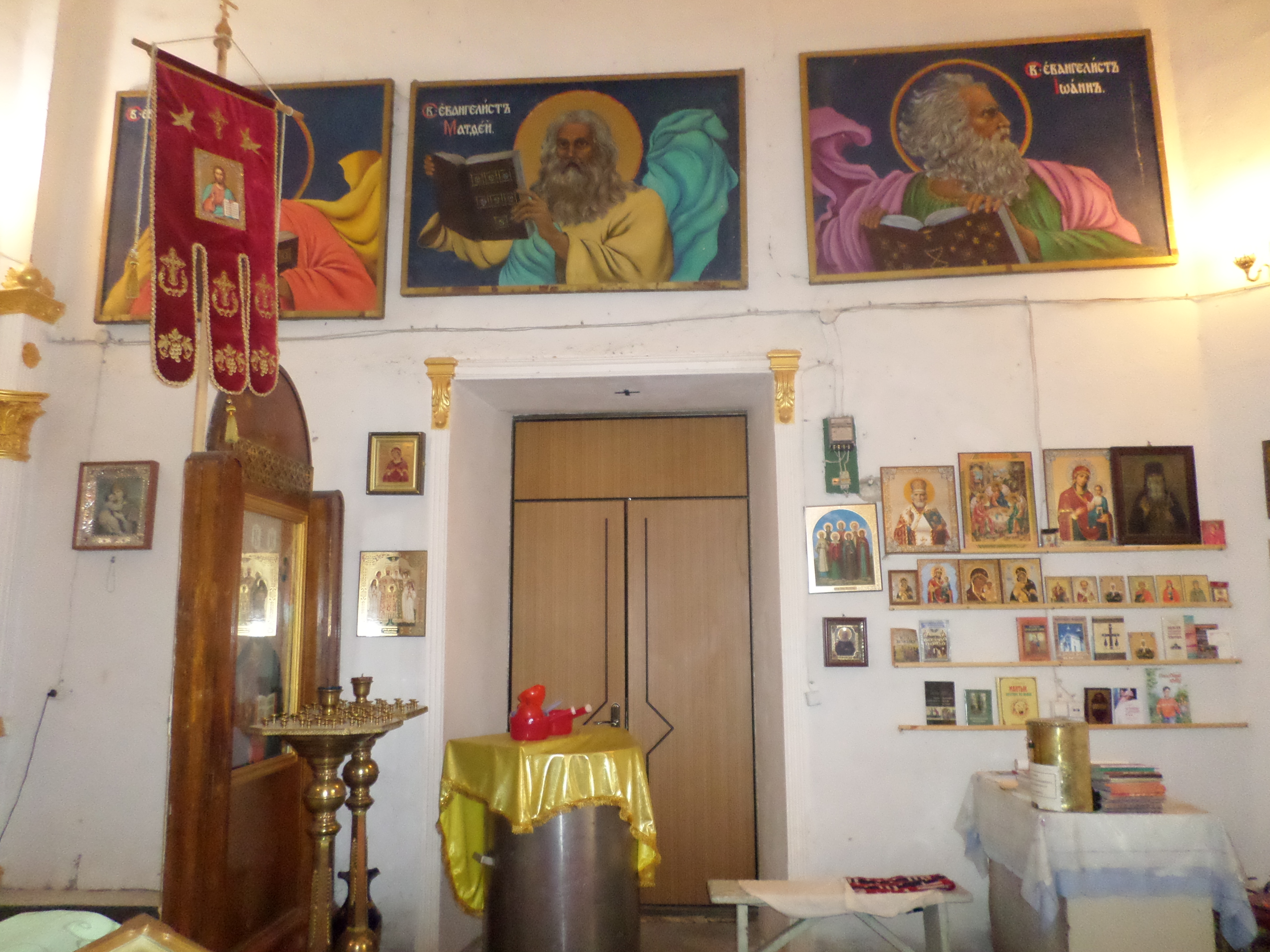